# Philoxenos (vua)
Philoxenos Aniketos (tiếng Hy Lạp: Φιλόξενος ὁ Ἀνίκητος; có nghĩa là "Bất khả chiến bại"), là một vị vua Ấn-Hy Lạp, ông đã cai trị ở khu vực từ Paropamisade tới Punjab. Philoxenos dường như đã là một vị vua vĩ đại, có thể trong một thời gian ngắn ông đã cai trị hầu hết các vùng đất của người Ấn-Hy Lạp. Bopearachchi xác định niên đại của Philoxenus vào khoảng 100-95 TCN và R.C. Senior là 125-110 TCN.
Các nhà sử học vẫn chưa biết được mối quan hệ của Philoxenos với triều đại nào, nhưng ông có thể là cha của công chúa Kalliope, người đã kết hôn với vua Hermaeus.
Philoxenos đã đúc một loạt các đồng bạc song ngữ Ấn Độ, với mặt trái là hình ảnh của một vị vua cưỡi ngựa, một loại trước đây được sử dụng như là mặt chính trên các đồng tiền của Antimachos II trước đó sáu mươi năm và là mặt sau trên các tiền loại hiếm của Nicias. Cho dù vậy ý nghĩa của hình tượng kỵ sĩ như là một biểu tượng triều đại hay là một bức chân dung của nhà vua đều thì lại không rõ ràng. Một số vị vua Saka cũng đã sử dụng hình ảnh tương tự trên tiền xu của họ. Đồng drachms của ông có hình vuông, một đặc điểm rất hiếm đối với tiền xu Ấn-Hy Lạp nhưng lại là tiêu chuẩn cho người Saka, và điều này chỉ ra rằng Philoxenos đã có mối liên hệ với những người du mục đã chinh phục Bactria.